# Жорж Люмпп
Жорж Люмпп (фр. Georges Lumpp, 18 вересня 1874 — 1934) — французький академічний веслувальник.
Срібний призер Олімпійських Ігор 1900 року в складі розпашної четвірки зі стерновим.